# Nuoto ai Giochi della XXVI Olimpiade - 100 metri rana femminili
Hanno partecipato alle batterie di qualificazione 46 atlete: le prime 8 si sono qualificate per la finale A, le successive 8 invece si sono qualificate per la finale B.

## Finale A
21 luglio 1996
| Posizione | Atleta              | Paese       | Tempo   |
| --------- | ------------------- | ----------- | ------- |
|           | Penelope Heyns      | Sudafrica   | 1:07.73 |
|           | Amanda Beard        | Stati Uniti | 1:08.09 |
|           | Samantha Riley      | Australia   | 1:09.18 |
| 4         | Svitlana Bondarenko | Ucraina     | 1:09.21 |
| 5         | Vera Lischka        | Austria     | 1:09.24 |
| 6         | Guylaine Cloutier   | Canada      | 1:09.40 |
| 7         | Ágnes Kovács        | Ungheria    | 1:09.55 |
| 8         | Brigitte Becue      | Belgio      | 1:09.79 |

## Finale B
| Posizione | Atleta              | Paese     | Tempo   |
| --------- | ------------------- | --------- | ------- |
| 9         | Xue Han             | Cina      | 1:09.90 |
| 10        | Lisa Flood          | Canada    | 1:10.21 |
| 11        | Helen Denman        | Australia | 1:10.26 |
| 12        | Elin Austevoll      | Norvegia  | 1:10.27 |
| 13        | Masami Tanaka       | Giappone  | 1:10.43 |
| 14        | Alicja Peczak       | Polonia   | 1:10.44 |
| 15        | Manuela Dalla Valle | Italia    | 1:11.19 |
| 16        | Hanna Jaltner       | Svezia    | 1:11.41 |

## Non qualificate
| Posizione | Atleta                    | Paese             | Tempo   |
| --------- | ------------------------- | ----------------- | ------- |
| 17        | Jaime King                | Regno Unito       | 1:10.83 |
| 18        | Julia Russell             | Sudafrica         | 1:10.87 |
| 19        | Kristine Quance           | Stati Uniti       | 1:10.92 |
| 20        | Terrie Miller             | Norvegia          | 1:11.09 |
| 21        | Madelon Baans             | Paesi Bassi       | 1:11.17 |
| 22        | Kyōko Iwasaki             | Giappone          | 1:11.33 |
| 23        | Maria Östling             | Svezia            | 1:11.58 |
| 24        | Yuan Yuan                 | Cina              | 1:11.65 |
| 25        | Karine Bremond            | Francia           | 1:11.80 |
| 26        | Kathrin Dumitru           | Germania          | 1:11.92 |
| 27        | Ol'ga Landik              | Russia            | 1:12.55 |
| 28        | Maria Olay                | Spagna            | 1:12.58 |
| 29        | Lenka Maňhalová           | Rep. Ceca         | 1:12.72 |
| 30        | Hye-Young Byun            | Corea del Sud     | 1:12.85 |
| 31        | Anna Wilson               | Nuova Zelanda     | 1:12.93 |
| 32        | Mia Hagman                | Finlandia         | 1:13.01 |
| 33        | Elena Rudkovskaja         | Bielorussia       | 1:13.71 |
| 34        | Joana Soutinho            | Portogallo        | 1:13.73 |
| 35        | Larisa Lăcustă            | Romania           | 1:13.91 |
| 36        | Tay Li Leng               | Malaysia          | 1:14.17 |
| 37        | Natália Kodajová          | Slovacchia        | 1:14.24 |
| 38        | Isabel Ceballos           | Colombia          | 1:14.75 |
| 39        | Mou Ying-hsin             | Taipei cinese     | 1:14.82 |
| 40        | Joscelin Yeo              | Singapore         | 1:14.90 |
| 41        | Snowie Pang Wang Yiu      | Hong Kong         | 1:16.02 |
| 42        | María Carolina Santa Cruz | Argentina         | 1:16.19 |
| 43        | Nádia Cruz                | Angola            | 1:16.62 |
| 44        | Cerian Gibbes             | Trinidad e Tobago | 1:16.99 |
| 45        | Anush Manukyan            | Armenia           | 1:20.70 |
| 46        | Hem Reaksmey              | Cambogia          | 1:44.68 |